# Triphleba novembrina
Triphleba novembrina är en tvåvingeart som beskrevs av Schmitz 1943. Triphleba novembrina ingår i släktet Triphleba och familjen puckelflugor. Inga underarter finns listade i Catalogue of Life.